# 서북군
서북군(西北軍)은 중국 군벌 시대에 펑위샹, 후징이, 쑨웨가 설립한 군벌 세력이었다. KMC는 산시성 (섬서성), 차하얼성, 쑤이위안성을 포함한 중국 서북부의 대부분을 통제했기 때문에 서북군이라는 명칭이 붙었지만, 외국에서는 국민군(國民軍)이라는 이름으로 더 잘 알려져 있다.

## 역사
국민군은 1924년 제2차 직봉 전쟁 중 펑위샹이 직계군벌을 배신하고 봉천군벌에 가담하면서 결성되었다. 국민군은 베이징을 점령하고 직계군벌 지도자 차오쿤을 붙잡았으며, 전 청나라 황제 푸이를 자금성에서 추방했다.

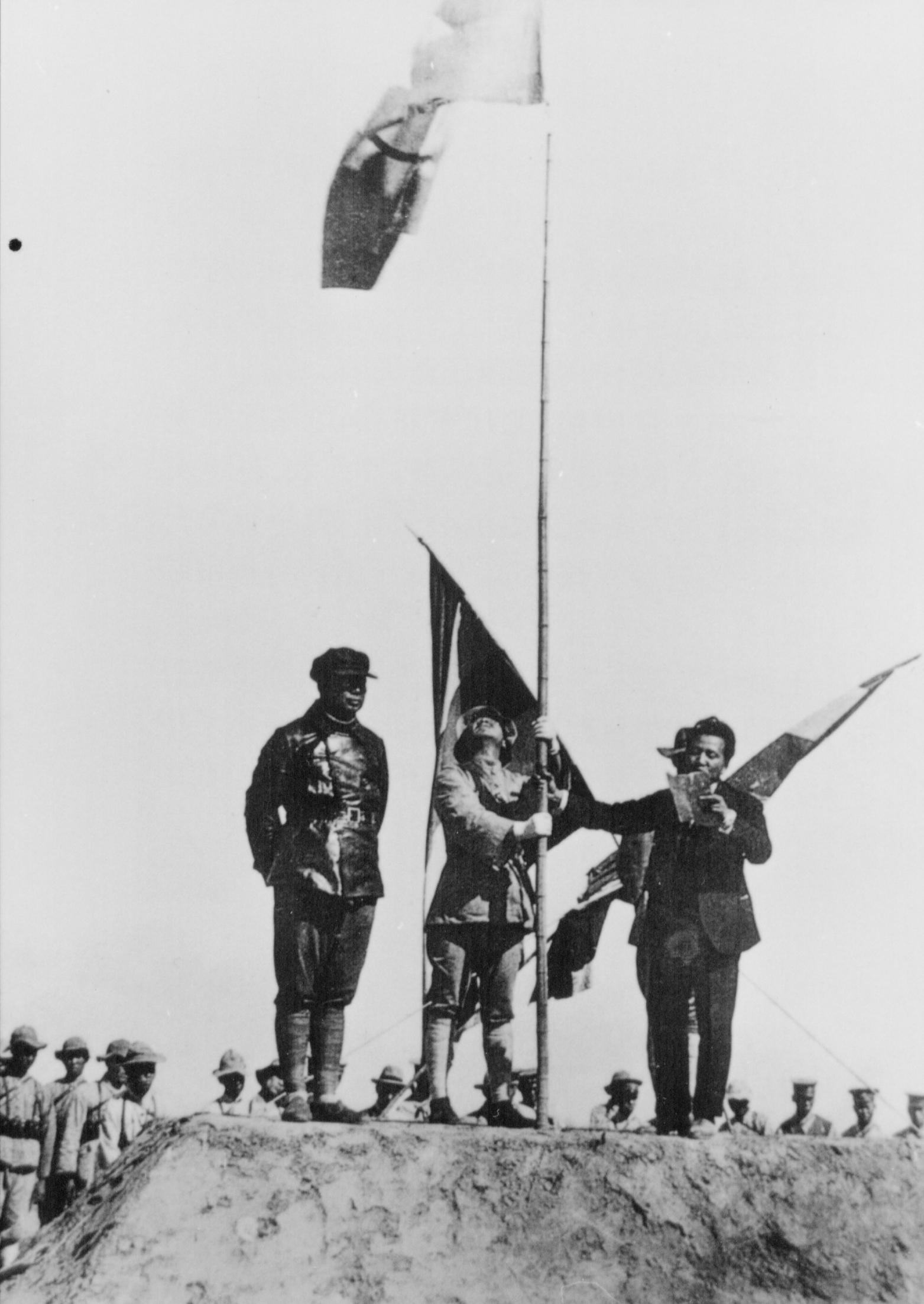
1926년 9월 17일 이후 중국국민당과 동맹을 맺은 국민군

1925년 말, 봉천군벌 장군 궈쑹링이 KMC로 망명하면서 장쭤린에 대항하는 반펑톈 전쟁이 발발했다.
국민군은 북벌 (국민당) 중인 1928년에 중국국민당의 국민혁명군에 "제2집단군"으로 편입되어, 중국국민당과 함께 봉천 세력(안국군)을 격파하고 베이징을 점령했다.
1929년, 펑위샹은 장제스 정권에 점점 더 불만을 품게 되었고, 국민군은 1930년 옌시산과 리쭝런의 군대와 함께 전면적인 반란인 중원 대전을 일으켰다. 그러나 펑위샹은 패배했고, 남아있는 세력은 중국국민당에 흡수되었다.

## 이념
국민군은 광저우시의 쑨원의 중국국민당 정부에 매우 호의적이었지만, 지리적 고립으로 인해 서로 독립적이었다. 국민군은 기독교, 사회주의, 내셔널리즘 교육을 받은 병사들로 구성된 이념적인 군대였다는 점에서 특이했다. 또한 당시 매우 드물었던 복지 및 교육 프로그램을 통해 병사들을 돌봤다. 이는 매우 결단력 있고 결속력 있는 전투 부대를 만들었고 사기가 높았다. 국민군의 주요 해외 후원자는 일본 제국과 봉천군벌에 대한 영향력을 놓고 경쟁하던 소련이었다. 소련은 펑위샹이 이념적으로 더 적합하다고 보았기 때문에 그와 관계를 맺는 데 적극적이었다. 그러나 외부인들에 의해 공산주의 동조자로 묘사되고, 쑨원의 좌익 사상을 추종한다고 주장했음에도 불구하고 국민군은 좌익 군대가 아니었다. 국민군은 주로 민족주의적 세력이었으며, 이는 펑위샹이 중국 사회를 개선하고 병사들의 사기를 높이는 데 유용하다고 생각하는 사회주의 및 기독교 요소만을 채택한 것에서도 반영되었다.

## 같이 보기
- 중화민국의 역사
- 군벌 시대의 군벌 및 군벌 세력 목록

## 참고 문헌
- Jordan, Donald A. (1976). 《The Northern Expedition: China's National Revolution of 1926–1928》 (영어). Honolulu: University Press of Hawaii. ISBN 9780824803520.
- Sheridan, James E. (1966). 《Chinese Warlord. The Career of Feng Yü-hsiang》. Stanford, California: Stanford University Press.